# Esther, reine de Perse
Pour les articles homonymes, voir Esther.
Pour plus de détails, voir Fiche technique et Distribution.
Esther, reine de Perse (One Night with the King) est un film américain réalisé par Michael O. Sajbel en 2006. Il s'agit d'une adaptation du livre d'Esther, qui fait partie de la Bible.

## Synopsis
Hadassah, une orpheline juive, se marie avec le roi de Perse et devient Reine. Elle change de nom et devient Esther de Suse. Après un malentendu elle perd la confiance du roi mais la retrouve et évite ainsi le massacre des juifs de l'empire.

## Distribution
- Tiffany Dupont : Esther / Hadassah
- Luke Goss : Xerxès Ier
- Tommy Tony Lister : Hegai (en), eunuque garde du corps
- John Noble : Le Prince Admantha
- Peter O'Toole : Samuel
- John Rhys-Davies : Mardochée
- Omar Sharif : le prince Memucan (en)
- James Callis : Haman
- Denzil Smith (VF : Yannick Blivet) : le prince Carshena
- Tom Alter : Saül, roi d'Israël
- Nimrat Kaur : Sarah
- Jonah Lotan (en) : Jesse, ami d'Esther, devenu eunuque

 Source et légende : version française (VF) sur RS Doublage 

## Accueil

### Accueil critique
Sur l'agrégateur américain Rotten Tomatoes, le film récolte 19 % d'opinions favorables pour 26 critiques. Sur Metacritic, il obtient une note moyenne de 38⁄100 pour 8 critiques.